# Holmegårds kommun
Holmegaards kommun var en kommun i före detta Storstrøms amt i Danmark. Kommunen hade 7 237 invånare (2004) och en yta på 66,1 km². Centralort i kommunen var Fensmark. Sedan 2007 ingår Holmegaards kommun i Næstveds kommun.

## Företag
- Holmegaard Glasværk